# بلاكي (مغن راب)
بلاكي (بالإنجليزية: Blackie)‏ هو رابر أمريكي، ولد في 22 أبريل 1987 في هيوستن في الولايات المتحدة.

## وصلات خارجية
- الموقع الرسمي
- بلاكي على موقع ميوزك برينز (الإنجليزية)
- بلاكي على موقع أول ميوزيك (الإنجليزية)
- بلاكي على موقع ديسكوغز (الإنجليزية)